# آونر دورمن
آونر دورمن (انگلیسی: Avner Dorman؛ زادهٔ ۱۴ آوریل ۱۹۷۵) آهنگساز موسیقی کلاسیک اهل اسرائیل است.

## زندگی
دورمن در تل‌آویو زاده شد.

## تحصیلات
او از دانش‌آموختگان مدرسه جولیارد و دانشگاه تل‌آویو است.